# Перший переліт Південної Атлантики

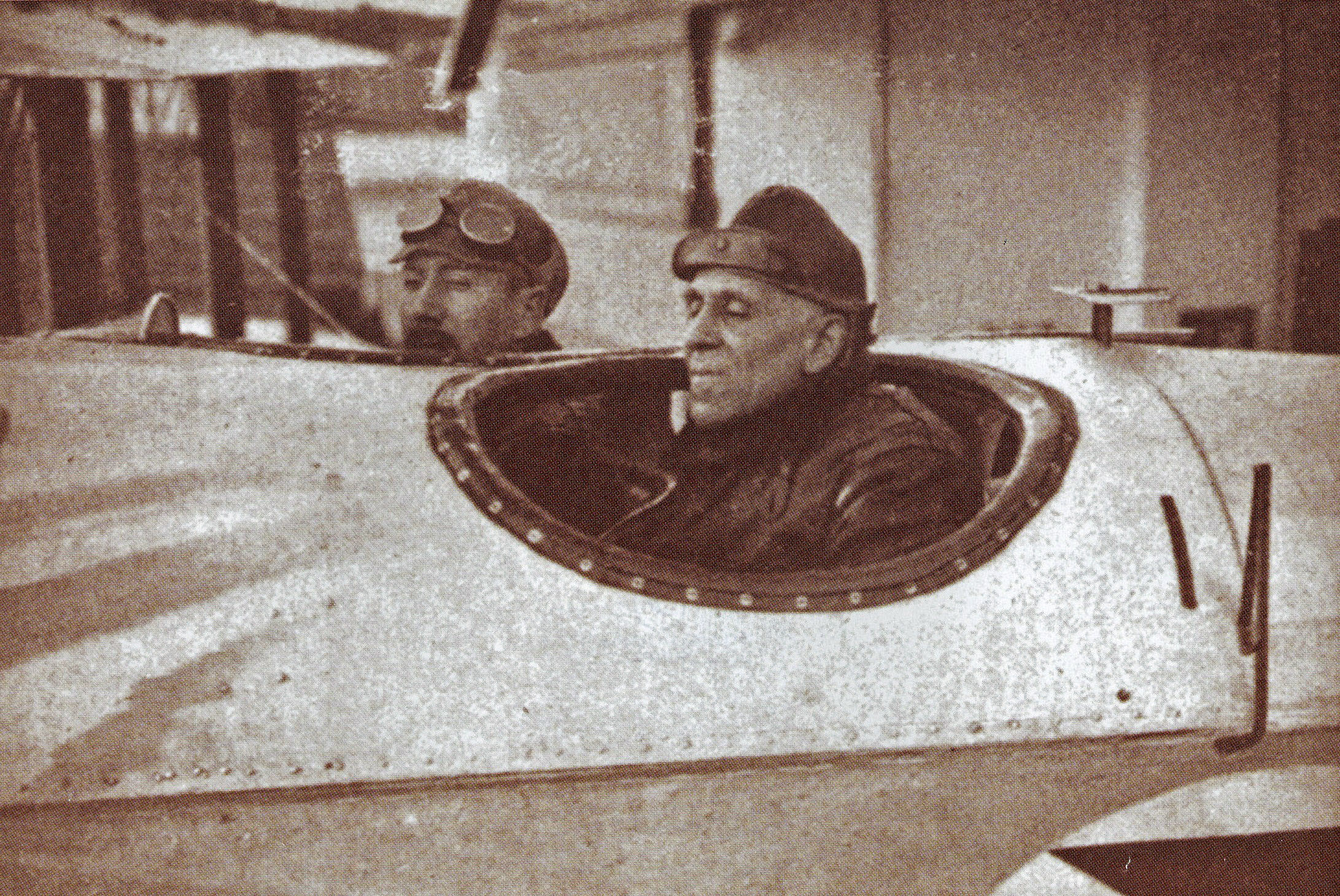
Гаго Коутіньо і Сакадура Кабрал в Lusitânia, першому з трьох літаків Fairey III, які використовували під час своєю подорожі 1922 року.

Перший переліт Південної Атлантики, здійснений португальськими військово-морськими льотчиками Гагою Коутіньо і Сакадурою Кабалом в 1922 році на відзначення сторіччя незалежності Бразилії. Коутіньо та Кабрал пролетіли поетапно з Лісабона, Португалія до Ріо-де-Жанейро, Бразилія, використовуючи три різні біплани Fairey III, покривши відстань у 8 383 кілометрів, у період від 30 березня до 17 червня 1922 року.  
Попри те, що в 1919 році Північну Атлантику вже перетнули беззупинним перельотом Джон Олкок і Артур Браун, політ Коутіньо та Кабрала є значущим як важлива віха в трансатлантичній авіації, а також у винайденні та використанні нових технологій, таких як авіагоризонт. 

## Подорож

Трансатлантичний маршрут Коутіньо та Кабрала.

### Перший літак
Подорож почалася на авіабазі Bom Sucesso ВМС Португалії в Тежу, неподалік від башти Белем в Лісабоні, о 16.30 30 березня 1922 року на борту літака типу Fairey III-D MkII португальської морської авіації Lusitânia, гідроплана, спеціально обладнаного для цієї подорожі. Зокрема, літальний апарат був обладнаний авіагоризонтом для аеронавігаційного використання, революційним винаходом для того часу; за даними музею ВМС Португалії, тестування горизонту було однією з головних причин польоту. 
Перша частина подорожі закінчилася того ж дня в Лас-Пальмас-де-Гран-Канарія на Канарських островах, де льотчики помітили, що витрати палива в літаку є вищими, ніж очікувалося.  
Подорож відновилася 5 квітня, коли вони вирушили на острів Сан-Вісенте, Кабо-Верде, пролетівши 1 370 кілометрів. Зробивши ремонт на Лузитанії, 17 квітня вони вирушили з Сан-Вісенте і полетіли до Праї на острові Сантьягу, а потім до архіпелагу Сан-Педру-і-Сан-Паулу, вже в бразильських територіальних водах, куди прибули того ж дня, пролетівши 1 7000 кілометрів над Південною Атлантикою. Вони досягли цієї точки, спираючись виключно на секстант Коутіньо з його авіагоризонтом. 
Однак, занурившись у бурхливі води біля архіпелагу, Лузитанія втратила один зі своїх плавців і затонула. Двох льотчиків врятував крейсер NRP República, який був відправлений португальським ВМС для підтримки перельоту. Авіаторів доставили на бразильські острови Фернанду-ді-Норонья.

### Другий літак

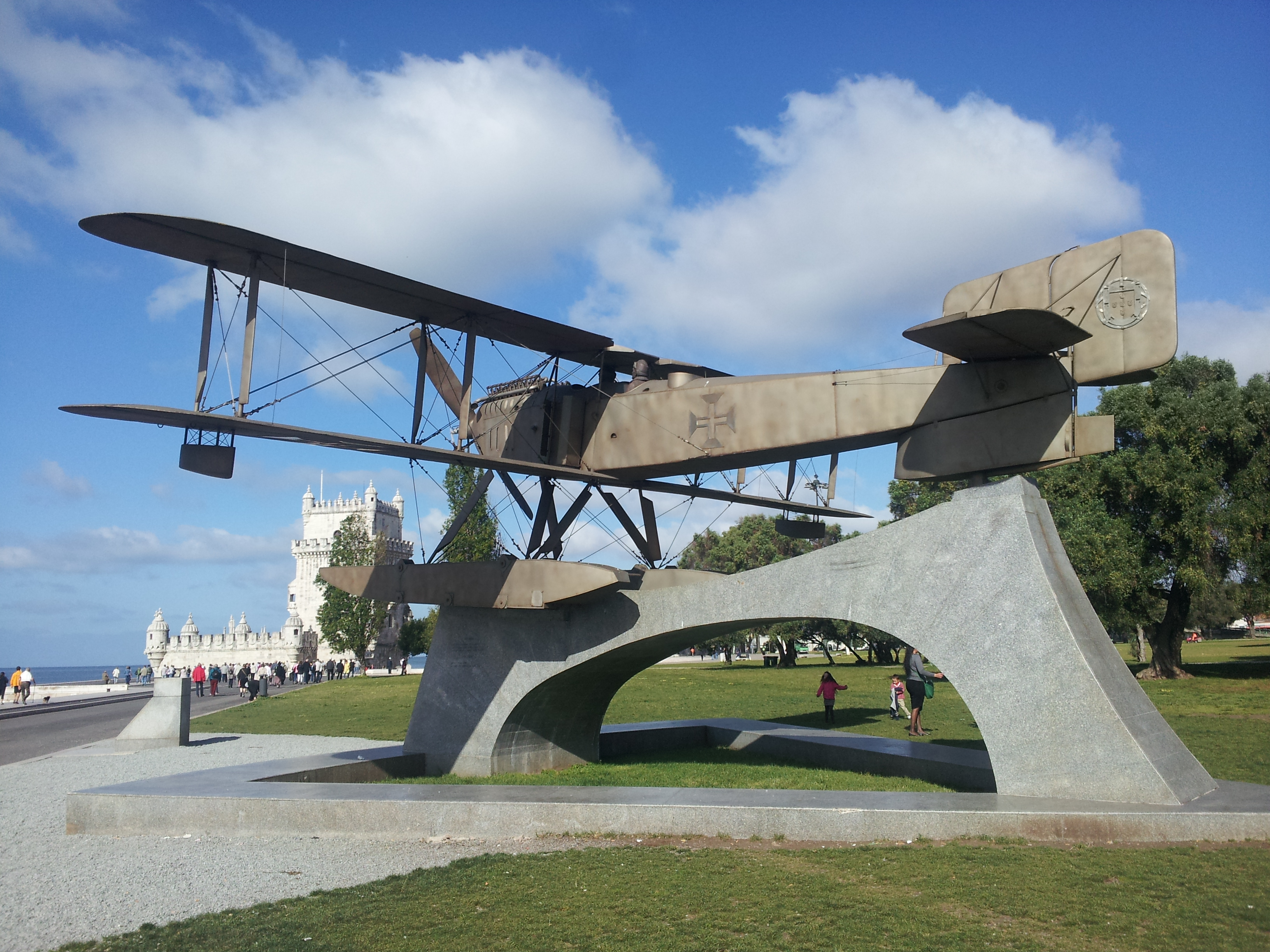
Пам'ятник польоту в Лісабоні.

Підтриманий ентузіазмом з приводу перельоту Коутіньо і Кабрала та великою увагою до нього з боку широких кіл громадськості Португалії та Бразилії португальський уряд надіслав ще один літак Fairey III для завершення подорожі. Новий літак, охрещений Патрією (Pátria), прибув до Фернанду-ді-Норонья 6 травня. Після додаткового обладнання Патрія вилетіла 11 травня з Коутіньо та Кабралом на борту. Вони прилетіли до архіпелагу Сан-Педру-і-Паулу, щоб відновити подорож саме в тому місці, де вона й була перервана. Однак проблема з двигуном змусила їх знову зробити аварійну посадку посеред океану, де вони пробули дев'ять годин, поки їх не врятував сусідній британський вантажний корабель Paris City, який доставив їх назад на Фернанду-ді-Норонья. 

### Третій літак
Третій Fairey III, охрещений Санта-Крус (Santa Cruz) дружини Президента Бразилії Епітасіу Пессоа, був відправлений для завершення подорожі Коутіньо та Кабрала, і його доставив крейсер NRP Carvalho Araújo. 5 червня Санта-Крус ввійшов у води Фернанду-ді-Норонья, відтак Коутіньо та Кабрал відновили свою подорож, вилетівши до Ресіфі, потім до Салвадору, потім до Віторії і вже звідти до Ріо-де-Жанейро, куди вони прибули 17 червня 1922 року, пришвартувавшись у бухті Гуанабара. Авіаторів зустріли як героїв величезним натовпом, їх привітав піонер авіації Альберто Сантос-Дюмон.
Отже, хоча мандрівка Коутіньо та Кабрала тривала 79 діб, фактичний час перельоту становив всього 62 години і 26 хвилин.

## Наступні трансатлантичні перельоти
У січні 1926 року іспанська авіакоманда в складі Рамона Франко (Ramón Franco), Хуліо Руїса де Альда Мікелейса (Julio Ruiz de Alda Miqueleiz), Хуана Мануеля Дурана (Juan Manuel Duran) і Пабло Ради (Pablo Rada) здійснила перший переліт між Іспанією та Південною Америкою на одному літаку Plus Plus. Вони слідували аналогічним маршрутом Кабрала та Коутіньо. 
Переліт Коутінью та Кабрала надихнув численних наступних трансатлантичних пілотів, таких як американець Чарльз Ліндберг, бразилець Жоао Рібейро де Баррос і португалець Сарменто де Бейрес, — всі вони перетнули Атлантику в 1927 році.

## Зовнішні посилання
- Instituto Camões: Gago Coutinho [Архівовано 17 травня 2021 у Wayback Machine.] (порт.)
- Gago Coutinho (1869-1959), geógrafo e historiador. Uma biografia científica [Архівовано 15 червня 2020 у Wayback Machine.] (порт.)
- Gago Coutinho [Архівовано 14 червня 2020 у Wayback Machine.] (порт.)
- Gago Coutinho Breve Perfil Biográfico (порт.)
- A VIAGEM DE SACADURA CABRAL E GAGO COUTINHO - EDUARDO BUENO [Архівовано 8 січня 2020 у Wayback Machine.] (порт.)